# Gowlett Peaks
Die Gowlett Peaks sind eine bis zu 1950 m hohe Gruppe isolierter Berge mit exponierten Doppelgipfeln und zwei Zeugenbergen im ostantarktischen Mac-Robertson-Land. Sie ragen 13 km nordöstlich der Anare-Nunatakker auf.
Erstmals gesichtet wurden sie im Rahmen der Australian National Antarctic Research Expeditions (ANARE) im November 1955 von einer Mannschaft unter der Leitung des australischen Polarforschers John Mayston Béchervaise (1910–1998). Das Antarctic Names Committee of Australia benannte sie nach Alan Stanley Gowlett (1921–1998), Ingenieur auf der Mawson-Station im Jahr 1955.